# Liste des ponts de Fribourg
Cette page présente la liste des ponts de la ville de Fribourg et de ses environs immédiats, dans l'ordre du courant de la Sarine.
| Rang     | Identification             | Longueur (mètres) | Cours d'eau       | Construction actuelle       | Vue                                | Coordonnées géographiques        |
| -------- | -------------------------- | ----------------- | ----------------- | --------------------------- | ---------------------------------- | -------------------------------- |
| 1        | Pont de Sainte-Apolline    | 13                | Glâne             | XVIe siècle ou XVIIe siècle | Vue du Pont de Sainte-Apolline     | 46° 47′ 03,5″ N, 7° 06′ 59,73″ E |
| 2        | Pont de la Glâne           | 183               | Glâne             | 1858                        | Vue du Pont de la Glâne            | 46° 47′ 06″ N, 7° 07′ 34″ E      |
| 3        | Pont de Pérolles           | 555               | Sarine            | 1922                        | Vue du Pont de Pérolles            | 46° 47′ 19″ N, 7° 09′ 21″ E      |
| 4        | Barrage de la Maigrauge    | 195               | Sarine            | 2000                        | Vue du barrage de la Maigrauge     | 46° 47′ 54″ N, 7° 09′ 55″ E      |
| 5        | Passerelle de la Maigrauge |                   | Sarine            | détruite en août 2005       |                                    | 46° 47′ 56″ N, 7° 09′ 42″ E      |
| 6        | Pont de la Motta           |                   | Sarine            | 1957                        | Vue du pont de la Motta            | 46° 48′ 03,5″ N, 7° 09′ 25,3″ E  |
| 7        | Pont de Saint-Jean         | 70                | Sarine            | 1746                        | Vue du pont de Saint-Jean          | 46° 48′ 12,2″ N, 7° 09′ 43,4″ E  |
| 8        | Pont du Milieu             | 70                | Sarine            | 1720                        | Vue du pont du Milieu              | 46° 48′ 09,3″ N, 7° 10′ 02,4″ E  |
| 9        | Pont de Berne              | 40                | Sarine            | 1653                        | Vue du pont de Berne               | 46° 48′ 15,4″ N, 7° 10′ 08,3″ E  |
| 10       | Pont du Gottéron           | 151               | Gottéron          | 1960                        | Vue du pont du Gottéron            | 46° 48′ 15,1″ N, 7° 10′ 18,1″ E  |
| 11       | Grand pont suspendu        | 273               | Sarine            | 1832, remplacé en 1924      | Vue du Grand pont suspendu         | 46° 48′ 22″ N, 7° 09′ 58″ E      |
| 11 (bis) | Pont de Zaehringen         | 246               | Sarine            | 1924                        | Vue du pont de Zaehringen          | 46° 48′ 22″ N, 7° 09′ 58,4″ E    |
| 12       | Passerelle du Grabensaal   |                   | Sarine            | 1987                        | Vue de la passerelle de Grabensaal | 46° 48′ 27,5″ N, 7° 09′ 51,9″ E  |
| 13       | Passerelle des Neigles     |                   | Sarine            | 1998                        | Vue de la passerelle des Neigles   | 46° 48′ 42,5″ N, 7° 09′ 37,9″ E  |
| 14       | Pont de la Poya            | 850               | Sarine            | 2014                        | Pont de la Poya en 2014            | 46° 48′ 47″ N, 7° 09′ 54″ E      |
| 15       | Pont des Neigles           |                   | Sarine            | 1964                        | Vue du pont des Neigles            | 46° 48′ 47″ N, 7° 09′ 55,7″ E    |
| 16       | Viaduc de Grandfey         | 380               | Sarine            | 1927                        | Vue du pont de Grandfey            | 46° 49′ 35,8″ N, 7° 10′ 04,6″ E  |
| 17       | Pont de la Madeleine       | 320               | Lac de Schiffenen | 1971                        | Vue du pont de la Madeleine        | 46° 49′ 54″ N, 7° 09′ 12,5″ E    |

## Sources
- Sébastien Julan, « Fribourg Ponts et passerelles - Traits d’union sur la Sarine », sur lagruyere.ch, 8 août 2006 (consulté le 7 avril 2008).
- Pierre Delacrétaz, Fribourg jette ses ponts, Chapelle-sur-Moudon, éditions Ketty et Alexandre, 1990.
- Inventaire fédéral des voies de communication historiques de la Suisse
- Site Brücke zum Süden/Pont vers le sud
- Laurent Francey, Olivier Francey, Les Grands Ponts de Fribourg, Tracés : bulletin technique de la Suisse romande, 6 mars 2002.